# Salvador Rueda Rabanal
Salvador Rueda Rabanal (Madrid, 27 de marzo de 1972) es un diplomático español. Es el embajador de España en Dinamarca (desde 2025).

## Biografía
Nacido en Madrid (1972). Tras licenciarse en Derecho y Ciencias Económicas y Empresariales en la Universidad Pontificia de Comillas, trabajó en el sector privado hasta que ingresó en la Carrera diplomática (2001).
En el ministerio de Asuntos Exteriores ha sido: Jefe de Servicio en el Gabinete del ministro; jefe de área de Relaciones Institucionales Europeas y  jefe del Gabinete Técnico de la Secretaría General para la Unión Europea en la Secretaría de Estado para la Unión Europea, coincidiendo con la presidencia española del Consejo de la Unión Europea (2010). Posteriormente fue Subdirector General de Asuntos de Justicia e Interior y Subdirector General de Asuntos Institucionales en la Secretaría de Estado para la Unión Europea.
En el extranjero estuvo destinado en la Embajada de España en Alemania (Berlín), como consejero encargado de los Asuntos Europeos; en la Representación Permanente de España ante la Unión Europea fue coordinador; y en la Embajada de España en Indonesia y Timor Oriental y ante la Asociación de Naciones de Asia Sudoriental (ASEAN) fue Segunda Jefatura.
En enero de 2025 fue nombrado embajador del Reino de España ante Dinamarca.